# Liste der Kulturdenkmale in Schifflingen
In der Liste der Kulturdenkmale in Schifflingen sind alle Kulturdenkmale der luxemburgischen Gemeinde Schifflingen aufgeführt (Stand: 15. Juli 2025).
| Bild                                  | Bezeichnung                                                                                | Lage                                     | Beschreibung | Stufe | Eingetragen seit  |
| ------------------------------------- | ------------------------------------------------------------------------------------------ | ---------------------------------------- | --- | ----- | ----------------- |
| ehemaliges Pfarrhaus                  | ehemaliges Pfarrhaus                                                                       | 6, rue E. Heynen (Karte)                 | | PCN   | 11. Juli 2008     |
| Lydie-Schmit-Schule                   | Lydie-Schmit-Schule                                                                        | 4, rue de la Forêt (Karte)               | | PCN   | 11. Februar 2022  |
| Weitere Bilder                        | Verschiedene Gebäude und Objekte auf dem Gelände des ehemaligen Hüttenwerks „Metzeschmelz“ | (Karte)                                  | Zu den Gebäuden und Objekten gehören Eingangsportal „Lalleng“, Bürogebäude und Laboratorium, Gasleitung, Walzwerkhallen 1-4, Eingangsportal „Schëffleng“, Pumpenhaus B, Klärbehälter, Stellwerk, Zentralwerkstatt, Stützmauer, Zentralmagazin, Überreste der Mischanlage, ehemalige Gebläsehalle, Walzwerkhallen 7-10, Unterstation – Transformatorengebäude, Bürogebäude und Laboratorium des Walzwerks, Sanitärgebäude, Kühlturm, Werkstätten, Verwaltungsgebäude, Gasturbinenhalle, Pumpenhaus A, Direktionsgebäude, ehemaliger Eingangsturm des Schloss Berwart, Eingangsportal „Esch“ sowie Wasserturm. (siehe auch bei Esch an der Alzette) | PCN   | 24. März 2023     |
| Gebäude                               | Gebäude                                                                                    | 58–60, avenue de Libération (Karte)      | | IS    | 8. September 2009 |
| Gebäude                               | Gebäude                                                                                    | 64, avenue de Libération (Karte)         | | IS    | 8. September 2009 |
| Gebäude                               | Gebäude                                                                                    | 66, avenue de la Libération (Karte)      | | IS    | 8. September 2009 |
| Gebäude                               | Gebäude                                                                                    | 68, avenue de la Libération (Karte)      | | IS    | 14. Oktober 2009  |
| Gebäude                               | Gebäude                                                                                    | 67, avenue de Libération (Karte)         | | IS    | 8. September 2009 |
| Gebäude                               | Gebäude                                                                                    | 70, avenue de Libération (Karte)         | | IS    | 8. September 2009 |
| Wasserturm                            | Wasserturm                                                                                 | „Metzeschmelz“ (rue de Lallange) (Karte) | | IS    | 9. August 2012    |
| Bestgen-Mühle mit technischen Anlagen | Bestgen-Mühle mit technischen Anlagen                                                      | 1, rue du Moulin (Karte)                 | | IS    | 9. Februar 2018   |

Legende: PCN – Immeubles et objets bénéficiant des effets de classement comme patrimoine culturel national; IS – Immeubles et objets inscrits à l’inventaire supplémentaire

## Quelle
- Liste des immeubles et objets beneficiant d’une protection nationales, Nationales Institut für das gebaute Erbe, Fassung vom 12. September 2022, S. 117 f. (PDF)